# Abala (République du Congo)
Pour les articles homonymes, voir Abala.
Abala est une ville de la région des Plateaux en république du Congo, chef-lieu du district du même nom, qui comptait une dizaine de milliers d'habitants en 2010. 